# Al Bataeh
Al Bataeh (in arabo البطائح‎?), o anche Al Batayeh, è una municipalità dell'Emirato di Sharja, negli Emirati Arabi Uniti che si trova nella Regione Centrale di Sharja.

## Territorio
Il territorio della municipalità occupa una superficie di 545,2	  km² che si sviluppa nella Regione Centrale di Sharja,  fra l'Emirato di Umm al-Qaywayn a nord e l'Emirato di Dubai a ovest.
L'area è attraversata in direzione est-ovest da tre strade, la Al Dhaid Road (E 88), la Khorfakkan Road (S 142) e la Maleha Road (E 102) e in direzione nord-sud dalla Al Batayeh Road (E 911).
La municipalità è stata istituita nel 2004 con il nome di Al-Rafi'ah a suguito del decreto n. 10 del 13/10/2004 emesso dallo sceicco Sultan bin Muhammad Al-Qasimi, sovrano dell'Emirato di Sharjah. Nel 2005 il nome della municipalità è stato cambiato in Al-Bataeh, in quanto comprende i centri abitati di Batha Al-Rafi'ah, Batha Al-Murra e Batha Al-Mantha.
La municipalità è sede della società polisportiva Al Batayeh Cultural & Sports Club, che gestisce fra l'altro la squadra di calcio Al-Bataeh Club che nel 2022 è stata promossa nella Lega professionistica degli Emirati Arabi Uniti..
Lungo la Al Dhaid Road si trova il Sharjah Desert Park, un centro istituito nel 1995 per la conservazione della flora e della fauna in via di estinzione della regione, che nel corso del tempo si è trasformato in un centro di edutainment dotato di un giardino botanico, una fattoria didattica e un allevamento di rari animali del deserto salvati dai loro habitat in via di estinzione. Il centro di allevamento, non è aperto al pubblico. Al suo interno si trova il Museo di storia naturale di Sharjah.